# Abscherung (Statik)

Oben Nietverbindung, unten Bolzenverbindung

Die Abscherung ist eine Beanspruchungsart in der Festigkeitslehre. Sie tritt bei formschlüssigen Verbindungen auf, z. B. bei Nieten, Bolzen, Passfedern oder Stiften. Man spricht auch von Abscherspannung, Scherspannung oder Schubspannung. Die Abscherspannung hat das Formelzeichen {\displaystyle \tau } und wird in {\displaystyle \mathrm {N \over mm^{2}} } angegeben.
Bei Beanspruchung auf Abscherung unterscheidet man die Schnittigkeit der Verbindungen, d. h. wie viele Flächen abgeschert werden:
- die obere Verbindung im Bild ist einschnittig (n = 1)
- die untere Verbindung ist zweischnittig (n = 2).

Dies wirkt sich auch in der Formel aus:
{\displaystyle \tau ={\frac {F}{n\cdot A}}}
mit
- {\displaystyle F}: wirkende Kraft
- {\displaystyle n}: Schnittigkeit bzw. Anzahl der Abscherflächen
- {\displaystyle A}: einzelne Abscherfläche (meist quer zur Längsachse des betrachteten / gescherten Bauteils); bei dem in der Abb. gezeigten Niet bzw. Bolzen mit Durchmesser d gilt jeweils:

{\displaystyle A={\frac {\pi }{4}}d^{2}}